# Fünfte Deutsche Mundgesundheitsstudie

Logo der DMS V

Die Fünfte Deutsche Mundgesundheitsstudie (DMS V) gibt wichtige Erkenntnisse über die zahnmedizinische Versorgung in Deutschland. Zugleich ist sie eine umfassende Datenbasis für evidenzbasierte Grundsatzentscheidungen in der gesundheitspolitischen Diskussion und für die Gestaltung künftiger Versorgungskonzepte. Die Fünfte Deutsche Mundgesundheitsstudie wurde gemäß den Haushaltsbeschlüssen vom November 2012 der Vertreterversammlung der Kassenzahnärztlichen Bundesvereinigung und der Hauptversammlung der Bundeszahnärztekammer von Oktober 2013 bis Juni 2014 durchgeführt und im Anschluss wissenschaftlich ausgewertet. Sie wurde am 16. August 2016 der Öffentlichkeit vorgestellt. Mittlerweile sind die Untersuchungen zur Sechsten Deutschen Mundgesundheitsstudie gestartet, die Erhebung ist für den Zeitraum 2021 bis 2023 geplant.

## Historie
Im Jahr 1981 formulierte die Weltgesundheitsorganisation (World Health Organisation, WHO) zusammen mit dem Weltzahnärzteverband (Fédération Dentaire Internationale, FDI) erstmals globale Mundgesundheitsziele für das Jahr 2000. Seit der ersten deutschen Mundgesundheitsstudie (DMS I) im Jahr 1989 erforscht das Institut der Deutschen Zahnärzte (IDZ) im Auftrag der Kassenzahnärztlichen Bundesvereinigung (KZBV) und der Bundeszahnärztekammer (BZÄK) die Mundgesundheit der Bevölkerung in Deutschland. Anlässlich der FDI-Generalversammlung in Sydney 2003 wurden diese Zielsetzungen durch eine internationale Arbeitsgruppe aus Vertretern der FDI, der WHO und der International Association for Dental Research (IADR) erneut aufgegriffen und für das neue Jahrtausend bis zum Jahr 2020 überarbeitet. Im Jahr 2005 wurden in Deutschland über 4500 Personen aus allen sozialen Schichten und Altersgruppen in einer repräsentativen Erhebung einer Befragung unterzogen und zahnmedizinisch in der DMS IV untersucht. Die Gruppe der 15-Jährigen wurde in diese Studie erstmals aufgenommen, um einen tieferen Einblick in die Gebisssituation nach dem Zahnwechsel zu erhalten. Als Wiederholungsuntersuchung der acht Jahre zuvor durchgeführten DMS III konnten mit ihr epidemiologische Trends in der Entwicklung der Mundgesundheit während der dazwischen liegenden Dekade aufgezeigt und eine solide Datenbasis für die Gesundheitsberichterstattung und Versorgungsforschung zur Verfügung gestellt werden. Auf Grund des gleichen Studiendesigns können die bisherigen Mundgesundheitsstudien als Vergleich zur neuesten DMS V dienen.

## Methodik
Es handelt sich um eine bevölkerungsrepräsentative, sozialepidemiologische Querschnittstudie, die in vier Alterskohorten die wichtigsten Erkrankungen der Mundhöhle und der Zähne sowie den zahnmedizinischen Versorgungszustand dokumentiert. In einem mehrstufigen Zufallsauswahlverfahren wurden deutschlandweit 90 Städte und Gemeinden ausgelost. Über die Einwohnermeldeämter wurden erneut nach dem Zufallsprinzip 10.000 Zielpersonen um Teilnahme gebeten. Die Untersuchungen wurden von speziell für diese Studie geschulten Zahnärzten durchgeführt, die mit ihren Studienteams 4609 Probanden befragt und untersucht haben.

## Ergebnisse
81 Prozent der 12-jährigen Kinder sind heute kariesfrei. Die Zahl der kariesfreien Gebisse hat sich in den Jahren von 1997 bis 2014 verdoppelt. Bei den 35- bis 44-Jährigen ist die Anzahl der Zähne mit Karieserfahrung seit 1997 um 30 Prozent zurückgegangen. Die Anzahl der Zähne mit Wurzelkaries hat sich in diesem Zeitraum halbiert. Die schweren Parodontalerkrankungen haben sich halbiert.
Bei den 65- bis 74-Jährigen gibt es einen rückläufigen Trend bei der Parodontitis trotz mehr erhaltener Zähne.
Nur noch jeder achte aus der Altersgruppe der 65- bis 74-Jährigen ist zahnlos, im Jahr 1997 war es noch jeder vierte. Sie besitzen im Durchschnitt fünf eigene Zähne mehr als noch im Jahr 1997.
Ältere Menschen mit Pflegebedarf haben eine höhere Karieserfahrung, weniger eigene Zähne und häufiger herausnehmbaren Zahnersatz als die gesamte Altersgruppe der älteren Senioren (75- bis 100-Jährige). Knapp 30 Prozent der Menschen mit Pflegebedarf sind nicht mehr selbst in der Lage, ihre Zähne und Zahnprothesen eigenständig zu reinigen und zu pflegen. 60 Prozent der Menschen mit Pflegebedarf sind nicht mehr in der Lage, einen Zahnarzttermin
zu organisieren und eine Zahnarztpraxis alleine aufzusuchen.
45 Prozent der Kinder und 31 Prozent der Erwachsenen kennen die Empfehlungen zur Zahnpflege und geben ein gutes Zahnputzverhalten an. Im Vergleich zum Jahr 1997 geben dreimal mehr der 65- bis 74-Jährigen an, eine gute Mundhygiene zu betreiben.
Krankheitslasten verschieben sich in das höhere Lebensalter: Ältere Senioren (75- bis 100-Jährige) haben im Jahr 2014 einen Mundgesundheitszustand wie die jüngeren Senioren (65- bis 74-Jährige) im Jahr 2005.